# Четецуя (Чорояші, Долж)
Четецуя (рум. Cetățuia) — село у повіті Долж в Румунії. Входить до складу комуни Чорояші.
Село розташоване на відстані 212 км на захід від Бухареста, 36 км на південний захід від Крайови.